# Glyptothorax panda
Glyptothorax panda är en fiskart som beskrevs av Carl J. Ferraris, Jr. och Ralf Britz 2005. Glyptothorax panda ingår i släktet Glyptothorax och familjen Sisoridae. IUCN kategoriserar arten globalt som otillräckligt studerad. Inga underarter finns listade i Catalogue of Life.